# Poesía helenística
En el periodo helenístico la poesía tuvo sus características propias. Apenas se da importancia a la poesía épica mientras que la pastoril o bucólica (boucoloi, pastores) alcanza un gran desarrollo. Se escriben en general obras cortas, desestimando los largos poemas de antaño. Desaparece el acompañamiento musical que se sustituye por la musicalidad de la propia métrica.

## Características generales
Los escritores en prosa de la época helenística utilizaron la lengua koiné, que se hizo universal, pero los poetas recurrieron a los dialectos tradicionales de cada género. La epopeya se escribía siempre en la lengua homérica, la lírica de temas de amor en dialecto eolio, y la poesía pastoril en dialecto dorio.
La mayor parte de los poetas vivieron y trabajaron en Alejandría. Eran literatos de naturaleza cortesana que dedicaban gran parte de su obra a la alabanza del rey de la misma manera que en épocas anteriores se habían dedicado a la exaltación de la patria. Se servían de elogios, mentiras piadosas, comparaciones mitológicas y abusaban de la paráfrasis rebuscada y de los apóstrofes inútiles.
Los temas a desarrollar comprendían los sentimientos familiares, el amor por los animales domésticos (sobre todo en los epitafios), y el amor en general donde aparecen galanes afortunados. Los personajes mitológicos más violentos e impetuosos son presentados con gran simpatía y se les hace víctimas de la incomprensión de los demás. El tema pastoril o bucólico está ampliamente desarrollado y se suceden las escenas de paisaje y de diálogo entre enamorados.
Aparece la poesía de los viajes con descripción de paisajes y lugares, con gran profusión de epíteto. Su máximo representante es Apolonio de Rodas que adaptó la épica de la Odisea a los gustos y costumbres de su época.
La poesía pastoril o bucólica, los llamados idilios o églogas son también del gusto de la época, así como el epigrama, género creado en la Grecia clásica y muy estudiado e investigado por los helenísticos que los recopilaron en la famosa Antología Palatina. La poesía pastoril nace como consecuencia de la necesidad que siente el hombre por refugiarse en el campo ya que las ciudades del momento crecen y se masifican agobiando un poco al ciudadano. Los pastores son retratados como jóvenes soñadores y enamorados y se tiene gran preocupación por los animales que les acompañan siendo considerados como seres especiales con su nombre propio, mimados y queridos por sus amos. Los paisajes descritos en este género son también idílicos en que aparecen aguas cristalinas y puras, rocas de gran belleza adornadas con vegetación, árboles frondosos en bosques espesos, etc.
En cuanto al estilo y vocabulario, gustan de buscar la palabra rara, si es arcaica mejor, o técnica, y los nombres propios que sean sonoros y ampulosos.

## Autores
- Teócrito llevó la poesía pastoril a su máximo esplendor con maravillosas descripciones de los paisajes de Sicilia, con escenas de amor y escenas de juegos de los pastores. Su estilo y su lenguaje fue pronto imitado por sus contemporáneos, tanto por autores reconocidos como por anónimos.
- Apolonio de Rodas, autor del poema épico Argonáuticas.
- Arato, que escribió Fenómenos, una traducción en verso del sistema astronómico de Eudoxo de Cnido que Cicerón a su vez traduciría al latín y también en verso.
- Licofrón de Calcis, que fue bibliotecario en Alejandría en el reinado de Ptolomeo II formando parte del grupo denominado La Pléyade. Cantó las desventuras de Casandra hija de Príamo rey de Troya. Tituló la obra Alejandra.